# Waldemar Jungner

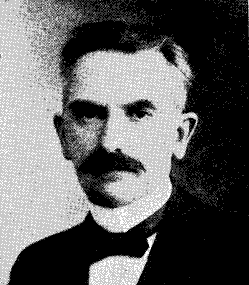
Waldemar Jungner

Waldemar Ernst Jungner (* 19. Juni 1869 in Vilske-Kleva, Skaraborgs län (heute: Västra Götalands län), Schweden; † 30. August 1924 in Kneippbaden, Schweden) war ein schwedischer Erfinder, Ingenieur und Unternehmer.

## Leben
Jungners Eltern waren Jonas Jungner and Josefina Blomberg. 1869, in Jungners Geburtsjahr, gab es in Schweden, bedingt durch große Ernteausfälle, eine Hungersnot, die bei ihm zu gesundheitlichen Problemen führte. Später erkrankte er zudem an Masern und Scharlach, beide jeweils mit erheblichen Komplikationen. Im Alter von 11 Jahren begann Jungner mit der weiterführenden Schule in Skara, die er 1889 abschloss. Sein Vater starb, als er 13 Jahre alt war. Ab 1889 studierte er an der Universität Uppsala Chemie, Mathematik sowie Astronomie, Botanik, Geologie und Latein. Später führte er seine Studien an der Königlichen Technischen Hochschule in Stockholm fort. Bereits während seiner Schulzeit las er begeistert Bücher, war insbesondere von dem berühmten schwedischen Physiker und Chemiker Svante Arrhenius fasziniert und wollte unbedingt Erfinder werden. Waldemar Jungner starb 1924 im Alter von 55 Jahren an Lungenentzündung.

## Werk
Als Erfinder entwickelte Jungner den ersten Feuermelder mit der Bezeichnung Pyrofonen, der auf der unterschiedlichen Wärmeausdehnung von Eisen und Kupferdrähten basierte. Er arbeitete an der elektrochemischen Herstellung von Natriumcarbonat, an elektrischen Schlauchförderern und an Gesteinsbohrern, welche er in verschiedenen Ländern patentieren ließ.
Ab 1890 arbeitete Jungner an verschiedenen wiederaufladbaren Batterien. Seine Idee war, einen Elektrolyten einzusetzen, der nur für die Leitfähigkeit zuständig ist, anders als bei Bleiakkumulatoren aber nicht an den chemischen Reaktionen an den Elektroden teilnimmt. Jungner experimentierte dazu mit diversen Metallen. Als erstes entwickelte er die wiederaufladbare alkalische Silber-Cadmium-Batterie. Im Jahr 1900 unternahm ein Auto mit Silber-Cadmium-Batterie in Stockholm eine Testfahrt, bei der das Fahrzeug fast 150 Kilometer mit einer Ladung zurücklegte. Aufgrund der hohen Kosten für Silber und Cadmium entwickelte Jungner später die Nickel-Cadmium-Batterie sowie eine alkalische Nickel-Eisen-Batterie, für die er 1899 ein Patent erhielt.
Ein Jahr später gründete er die Firma Ackumulator Aktiebolaget Jungner. Aufgrund langjährigen Patentstreitigkeiten mit Thomas Edison über die Erfindung der Nickel-Eisen-Batterie, welche Edison aufgrund größerer finanzieller Mittel gewann, geriet die Firma in finanzielle Probleme, die sich noch vergrößerten, als 1905 das Produktionsgebäude niederbrannte. Am Ende gab Jungner sein Patent für andere Hersteller frei. Seine Firma konnte unter dem neuen Namen Svenska Ackumulator Aktiebolaget Jungner weitergeführt werden und produziert heute als SAFT AB, ein Teil von Saft, immer noch Nickel-Cadmium-Batterien.

## Ehrungen
Waldemar Jungner wurde 1922 in die Königlich Schwedische Akademie der Ingenieurwissenschaften aufgenommen und erhielt 1924 als erster die Oscar-Carlson-Medaille der Schwedischen Chemischen Gesellschaft.